# Анисим, Пётр Игнатович
Пётр Игнатович (Игнатьевич) Анисим (6 апреля 1952, Ятра, Барановичская область — 22 октября 2016) — советский легкоатлет, специалист по бегу на средние дистанции. Выступал за сборную СССР по лёгкой атлетике в середине 1970-х годов, обладатель серебряной медали чемпионата Европы в помещении, победитель первенств всесоюзного и республиканского значения. Мастер спорта СССР. Военнослужащий.

## Биография
Пётр Анисим родился 6 апреля 1952 года в деревне Ятра Новогрудского района Барановичской области Белорусской ССР.
Занимался лёгкой атлетикой во Львове и Виннице, представлял Украинскую ССР и Вооружённые силы. Был подопечным тренера Владимира Конюкова.
Первого серьёзного успеха на всесоюзном уровне добился в сезоне 1974 года, когда в беге на 1500 метров одержал победу на зимнем чемпионате СССР в Москве. Позднее на летнем чемпионате СССР в Москве так же превзошёл всех соперников на 1500-метровой дистанции и завоевал золотую награду. Попав в основной состав советской сборной, выступил на чемпионате Европы в Риме — здесь на предварительном квалификационном этапе показал результат 3:44.7, чего оказалось недостаточно для выхода в финал.
В 1975 году в той же дисциплине победил на зимнем чемпионате СССР в Ленинграде, затем с личным рекордом 3:45.4 выиграл серебряную медаль на чемпионате Европы в помещении в Катовице — в финале уступил только представителю Западной Германии Томасу Вессингхаге. Летом стал бронзовым призёром на международном турнире в Варшаве, установив при этом личный рекорд в беге на 1500 метров на открытом стадионе — 3:39.0.
Завершил спортивную карьеру по окончании сезона 1981 года.
Мастер спорта СССР. Заслуженный работник физической культуры и спорта Украины.
Погиб в автокатастрофе 22 октября 2016 года в возрасте 64 лет.